# Johan Peter Emilius Hartmann
Johan Peter Emilius Hartmann (Copenhague, Dinamarca, 14 de mayo de 1805 - 10 de marzo de 1900) fue un compositor y organista danés.
Fue el primer representante en su país de la dirección romántica y colorista, iniciada en su ópera Die goldener Horner, Además de esta y de otras óperas, compuso los bailes Valkyrien, Thrymskviden, diversa música de escena, oberturas, sinfonías, coros, obras para órgano, lieder (algunos bellísimos), una sonata para violín y otra para piano, y la interesante colección de piezas pianísticas Novelletten, y otras muchas producciones que le dieron una merecida fama.
Algunas de sus obras tienen similitud con la música de Mendelssohn.
Dos hijas suyas se casaron con los compositores Niels Gade (1817-1890) y August Winding (1835-1899), y su hijo Emil Hartmann (1836-1898), también fue compositor.

## Otros proyectos
- Wikimedia Commons alberga una categoría multimedia sobre Johan Peter Emilius Hartmann.

- Datos: Q507807
- Multimedia: Johan Peter Emilius Hartmann / Q507807